# Uroplata subluteofasciata
Uroplata subluteofasciata es una especie de insecto coleóptero de la familia Chrysomelidae.
Fue descrita científicamente en 1927 por Pic.